# Armi Millare

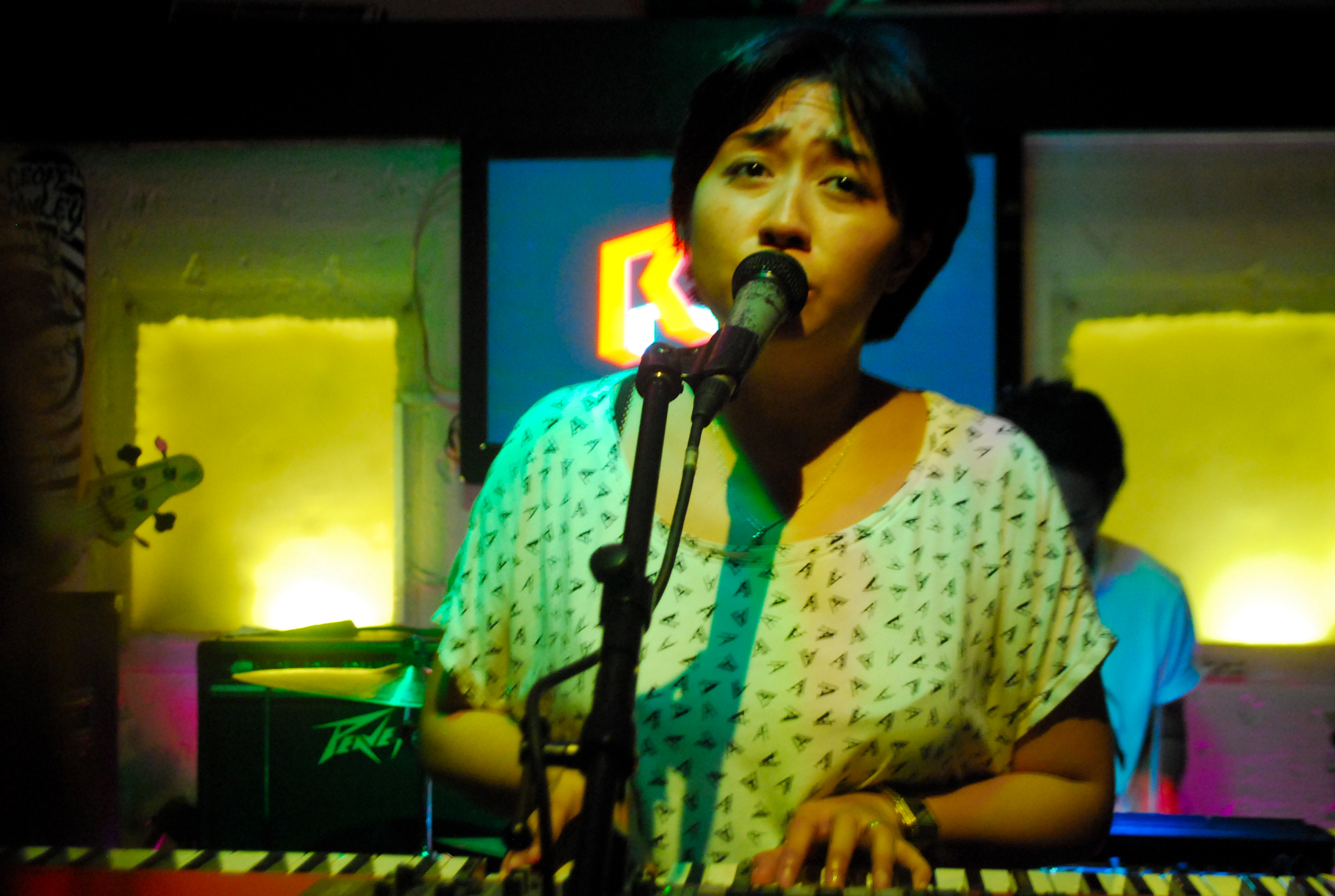
Armi Millare

Armi Olbes Millare (nacida el 2 de enero de 1984) es una cantante filipina, ella es la vocalista y tecladista de una banda de rock llamado Up dharma Down. También ha interpretado algunos temas musicales en solitario, incluso reeditó un tema musical de la banda británica, Tears for Fears, de la canción de 1982 titulada Mad World.

## Discografía
Con Up Dharma Down
- Fragmented (2006, Terno Recordings)
- Bipolar (2008, Terno Recordings)
- Capacities (2012, Terno Recordings)

Canciones en solitario
- «Esperando una señal»
- «Eyeliner»
- «Delubyo»
- «Un intento de medir la felicidad» (Instrumental)
- «Yolanda»

Canciones de cubierta
- «Mad World» (Tears for Fears)